# Tutume
Tutume is een dorp in het district Central in Botswana. De plaats telt 17528 inwoners (2011).

## Geboren
- Isaac Makwala (1985), atleet